# Langerhansia anops
Langerhansia anops är en ringmaskart som först beskrevs av Ehlers 1897.  Langerhansia anops ingår i släktet Langerhansia och familjen Syllidae.
Artens utbredningsområde är havet kring Nya Zeeland. Inga underarter finns listade i Catalogue of Life.